# Plantago euana
Plantago euana är en grobladsväxtart som beskrevs av Hürlim.. Plantago euana ingår i släktet kämpar, och familjen grobladsväxter. Inga underarter finns listade i Catalogue of Life.